# Zoopraxiscope
Ne doit pas être confondu avec Zootrope ou Praxinoscope.

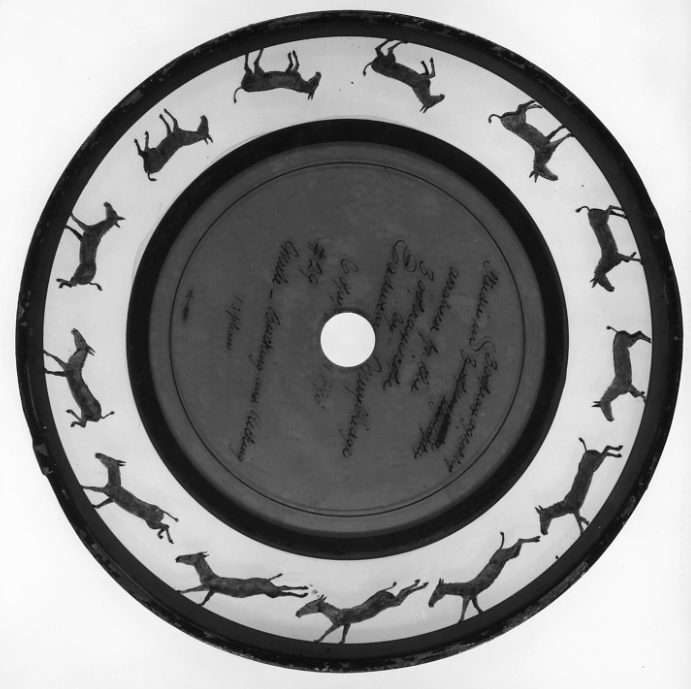
Disque support des images peintes.

Vision directe du disque ci-dessus de zoopraxiscope en mouvemennt (animation .gif).

Le zoopraxiscope fait partie de ce qu’on appelle les jouets optiques, des dispositifs ludiques qui s’appuient au cours du XIXe siècle sur les découvertes scientifiques à la divulgation desquelles ils participent, du moins auprès d’une clientèle aisée. 
Il reprend en 1879 le principe du disque tournant du Belge Joseph Plateau, le phénakistiscope (1832), qu’il améliore. Son inventeur, Eadweard Muybridge, l'un des pionniers de la photographie, remplace le carton qui constitue les disques, par du verre transparent sur lequel sont peintes ou collés des vignettes dessinées tirées des photographies, dès lors que les figures doivent être allongées pour compenser leur déformation due à l'appareil, ce qui permet une projection sur grand écran à l’aide d’une lanterne magique. En 1881, il projette l'unique de ses disques constitué de photographies, qui figurent les mouvements successifs, mais reconstitués image par image, d'un squelette de cheval. Cet appareil fait partie du pré-cinéma. 
Dans le Phonoscope visionneur et projecteur de Georges Demenÿ de juillet 1891, breveté en 1892, les dessins sont en revanche remplacés pour la première fois par une séquence continue de clichés chronophotographiques, dont la première présentation publique est le clou de l'Exposition internationale de Photographie de Paris de 1892,.

Séquence animée en 2012 au moyen d'un zootrope projecteur (voir aussi : « zootrope projecteur »), à partir de chronophotographies de Cheval Annie G. au galop, issues de la planche 626 publiée en 1887 par Muybridge dans Animal Locomotion.

Lorsque l'on réalise une animation .gif des captations de l'époque de Muybridge, on obtient en vision directe le résultat de ci-contre à droite. Cependant, le résultat d'une véritable projection sur écran avec un phénakistiscope projecteur devait être plus proche de la reconstitution ci-contre à gauche, reconstitution effectuée au moyen d'un zootrope projecteur moderne (à partir des photos originales de Muybridge).

Dans la pratique, le rendu d'un zootrope projecteur est peu différent de celui du phénakistiscope projecteur : ces deux derniers appareils (phénakistiscope-projecteur et zootrope-projecteur) projettent en effet obligatoirement une image floutée ou plus exactement filée latéralement.
En 2004, il restait soixante-et-onze disques de zoopraxiscopes qui ont été reproduits pour la publication du livre sur Eadweard Muybridge : The Kingston Museum Bequest.